# Thác Hang Cọp

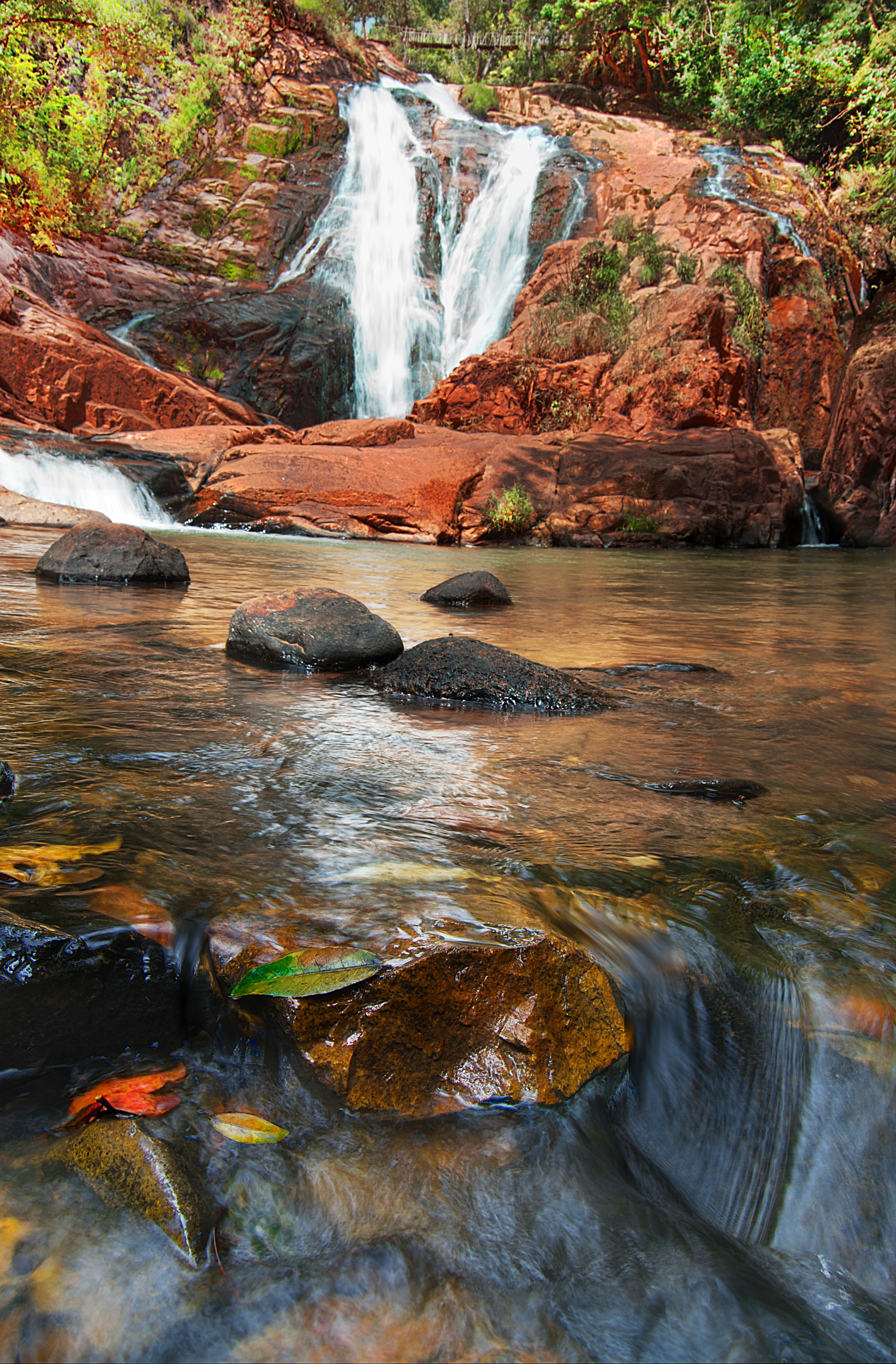
Thác Hang Cọp

Thác Hang Cọp là một thác nước thuộc thành phố Đà Lạt. Thác có chiều cao khoảng 50 mét. Nằm cách quốc lộ 20b khoảng 2,7 km về phía đông, thuộc ấp Túy Sơn, xã Xuân Thọ, thành phố Đà Lạt. 

## Tên gọi
Thác có nhiều tên gọi khác nhau như: Thác Đạ Sar, Long Nhân, Hang Cọp, Thác Ông Thuận, Thiên Thai... Dưới thác có một cái hang trong tảng đá lớn người ta đồn rằng nơi đây ngày xưa là nơi trú ngụ của một con cọp cho nên mới lấy hang cọp mà đặt tên cho thác.

## Miêu tả
Thác nằm cách quốc lộ 20b khoảng 2,7 km về phía đông, thuộc ấp Túy Sơn, xã Xuân Thọ, thành phố Đà Lạt, xa khu vực dân cư 3 km, nằm trong khu rừng thông với diện tích 308 ha, chiều cao thác khoảng 50 m, dài 500 m. Trên đỉnh ngọn thác có một chiếc cầu treo giăng ra đón khách. Thiên nhiên quanh thác Hang Cọp hiện nay vẫn còn giữ được vẽ nguyên thủy sơ khai. Xung quanh thác có rừng thông đặc chủng và rừng hỗn giao khá xanh tốt thích hợp cho các chuyến du lịch dã ngoại.
Hiện nay, gần thác Hang Cọp có tượng dũng sĩ người Chi’ll K'ho đang giương nỏ bắn cọp và tượng "chúa tể sơn lâm", cao khoảng 5m, dài 10m nằm trong khuôn viên của thác.